# Druesberg
Il Druesberg (2.282 m s.l.m. - detto anche Drusberg) è una montagna delle Prealpi di Svitto e di Uri nelle Prealpi Svizzere.

## Caratteristiche
La montagna si trova a nord del Pragelpass.